# سنت ماری سنت رافائل
سنت ماری سنت رافائل (به انگلیسی: Sainte-Marie-Saint-Raphaël) یک منطقهٔ مسکونی در کانادا است، که در نیوبرانزویک واقع شده‌است. سنت ماری سنت رافائل ۱۵٫۶۱ کیلومتر مربع مساحت و ۹۵۵ نفر جمعیت دارد.